# Ragnvald Blix
Pour les articles homonymes, voir Blix.
Ragnvald Blix, né à Oslo le 12 septembre 1882 et mort le 2 mai 1958 est un illustrateur norvégien, notamment retenu pour ses dessins anti-nazis.
Son père Elias Blix (1835–1902), enseignant, théologien et membre du parti Venstre a été ministre de l'éducation et des affaires religieuses du gouvernement de Johan Sverdrup.
Ragnvald Blix a appris le dessin en autodidacte, et a commencé sa carrière avec la désapprobation de son père. Bien qu'il n'ait jamais renoncé à sa citoyenneté norvégienne, Ragnvald Blix a passé la plus grande partie de sa vie hors de son pays natal.
Rédacteur pour le magazine satirique Tyrihans en 1901. À partir de 1904, il collabore à Paris avec Le Journal, Le Rire ou encore L'Assiette au beurre. En 1907, il dessine un compte-rendu de ses visites au Louvre pour le magazine munichois Simplicissimus, qui suscitera notamment l'admiration de Mark Twain. Blix rejoindra ses compatriotes illustrateurs norvégiens tels Olaf Gulbransson à Munich, où il travaillera entre 1908 et 1918. Après la guerre, il retourne en Norvège pour fonder la revue Exlex (1919-1921). Pendant la Seconde Guerre mondiale, il publie sous la signature Stig Höök des dessins dans le journal anti-Nazi suédois Göteborgs Handels- och Sjöfartstidning.